# Fanita James
Fanita James (n. 1938) cantante estadounidense de pop soul.
En 1954 formó junto a sus compañeras del Fremont High School Los Ángeles; Gloria Jones, Nanette Williams y Annette Williams; la banda The Dreamers. Más tarde pasaron a ser conocidas como The Blossoms.
A principios de los 60 formó parte junto a una nueva integrante de The Blossoms, Darlene Love, de la banda de estudio del productor Phil Spector, llamada Bob B. Soxx and the Blue Jeans. En 1961 siguió formando parte de The Blossoms cuando pasaron a ser un trío (Jean King, Darlene Love y Fanita James).
Se mantuvo en la formación hasta 1972.
A partir de esta fecha continuó trabajando como corista y voz de estudio en múltiples estudios.
- Datos: Q5855908